# Eoneustes
Eoneustes es un género extinto de crocodiliforme marino que vivía en los mares durante el Jurásico Medio. Eoneustes (nombre que significa "nadador primitivo" en griego) era un reptil marino carnívoro que pasaba la mayor parte de su vida en el mar. Como otras especies de crocodiliformes marinos pertenecía al grupo de los talatosuquios, que incluía especies totalmente adaptadas a la vida en el océano, pertenecientes a las familias de los teleosáuridos y los metriorrínquidos. No obstante, Eoneustes no pertenece a ninguna de ambas, es un género basal relacionado con los metriorrínquidos y al talatosuquio primitivo Teleidosaurus, que son reunidos en la superfamilia Metriorhynchoidea.

## Descubrimiento y especies
Especímenes fósiles referibles a Eoneustes son conocidos de los depósitos del Jurásico Medio de Francia.

### Especies válidas
- E. bathonicus: Europa occidental (Francia) del Jurásico Medio (Batoniano).[1] Es conocido a partir del holotipo hallado en Calvados en Normandía, el cual se perdió durante la Segunda Guerra Mundial.[4]
- E. gaudryi: Europa occidental (Francia) del Jurásico Medio (finales del Bajociano a principios del Batoniano)[2] Es conocido a partir del holotipo NHM R.3353, un cráneo parcial hallado en Côte d’Or, Borgoña y el espécimen referido el cual está alojado en la Universidad Claude Bernard Lyon I, F.S.L. 330210, otro cráneo parcial proveniente de Alpes de Alta Provenza, Francia.[4]